# Girolamo Vittori
Girolamo Vittori (* 1549 in Bologna; † 17. Jahrhundert in Genf) war ein Schweizer Romanist und Lexikograf italienischer Herkunft.

## Leben und Werk
Girolamo (oder Gerolamo) Vittori (auch: Hierosme Victor) kam als Glaubensflüchtling nach Genf und publizierte dort 1609 (auch: Antwerpen 1614, Paris 1973) ein dreisprachiges Wörterbuch mit den zwei Teilen:
- [1] Tesoro de las tres lenguas, española, francesa y italiana [Spanisch-Französisch-Italienisch], 570 Seiten (auf der Basis des spanisch-französischen Wörterbuchs von César Oudin 1607, zu dem er 3000 Wörter Spanisch und das Italienische hinzufügte)
- [2] Thresor des trois langues francoise, italienne et espagnolle [Französisch-Italienisch-Spanisch], 420 Seiten (auf der Basis des französisch-lateinischen Wörterbuchs von Jean Nicot 1573, zu dem er das Italienische und Spanische hinzufügte)

1616–1617 (ferner: 1627, 1637, 1644, 1671) erschien das Werk um einen dritten Teil bereichert:
- [3] Tesoro delle tre lingue, italiana, francese e spagnuola [Italienisch-Französisch-Spanisch], 504 Seiten (auf der Basis des italienisch-lateinischen Wörterbuchs von Adriano Politi)

Das Wörterbuch war weithin bekannt unter dem Namen des Verlegers als der „Crespin“ (= Jacques Crespin, Genf). Eine angebliche Auflage von 1606 ist als 1616 zu lesen.
Es ist bemerkenswert, dass nach den Wörterbüchern von Giovanni Antonio Fenice und Pierre Canal mit dem von Vittori die Anfänge des französisch-italienischen Wörterbuchs zum dritten Mal in das protestantische Genf verlegt sind.